# جعفر عبد الحميد
جعفر عبد الحميد المخرج العراقي البريطاني من أهم أعماله فيلم 
ولد في العراق وتنقل بين الدول العربية حتى إستقر أخيراً في لندن في منتصف الثمانينات.

## الأفلام
- 2009 - Mesocafe[2]
- 2005 - Eyes Wide Open
- 2001 - A Two Hour Delay
- 1991 - Test Drive

## وصلات خارجية
- Mesocafe Official Site[وصلة مكسورة]
- جعفر عبد الحميد على موقع IMDb (الإنجليزية)
- Ja'far 'Abd Al-Hamid at Shooting People